# Rebordosa
Rebordosa es una freguesia portuguesa del concelho de Paredes, con 11,17 km² de superficie y 10.813 habitantes (2001). Su densidad de población es de 968,0 hab/km².